# 和歌山地方検察庁
和歌山地方検察庁（わかやまちほうけんさつちょう）は、和歌山県和歌山市にある日本の地方検察庁の一つで、和歌山県を管轄している。略称は、和歌山地検（わかやまちけん）。田辺、御坊、新宮に支部を置いている。

## 所在地
- 本庁 - 和歌山県和歌山市二番丁3　北緯34度13分40秒 東経135度10分32.1秒 / 北緯34.22778度 東経135.175583度
JR紀勢線・きのくに線・阪和線・和歌山線・和歌山電鐵貴志川線 和歌山駅から和歌山バスに乗車，「和歌山城前」バス停から徒歩3分
JR紀勢線・南海本線・南海和歌山港線 和歌山市駅から和歌山バスに乗車，「和歌山城前」バス停から徒歩3分
- 田辺支部 - 和歌山県田辺市末広町12-13　北緯33度43分27.4秒 東経135度22分47.3秒 / 北緯33.724278度 東経135.379806度
JR紀勢線 紀伊田辺駅から徒歩15分
明光バス「扇ヶ浜」バス停から徒歩1分
- 御坊支部 - 和歌山県御坊市薗369-6 御坊法務総合庁舎　北緯33度53分29.3秒 東経135度9分12秒 / 北緯33.891472度 東経135.15333度
紀州鉄道 紀伊御坊駅から徒歩3分
紀州鉄道 市役所前駅から徒歩3分
- 新宮支部 - 和歌山県新宮市緑ヶ丘3丁目2-64 新宮法務総合庁舎　北緯33度43分6.7秒 東経135度59分24.5秒 / 北緯33.718528度 東経135.990139度
JR紀勢線 新宮駅から徒歩20分
熊野御坊南海バス「振興局前」バス停から徒歩1分

## 管轄
- 本庁
  - 和歌山区検察庁（和歌山市、海南市、紀の川市（旧粉河町及び旧那賀町を除く。）、岩出市、海草郡）
  - 湯浅区検察庁（有田市、有田郡）
  - 妙寺区検察庁（紀の川市（旧粉河町及び旧那賀町）、橋本市（旧高野口町）、伊都郡（かつらぎ町））
  - 橋本区検察庁（橋本市（旧高野口町を除く。）、伊都郡（九度山町、高野町））
- 田辺支部
  - 田辺区検察庁（田辺市（旧本宮町を除く。）、西牟婁郡、日高郡（みなべ町））
  - 串本区検察庁（東牟婁郡（串本町）、古座川町）
- 御坊支部
  - 御坊区検察庁（御坊市、日高郡（美浜町、日高町、由良町、日高川町、印南町））
- 新宮支部
  - 新宮区検察庁（新宮市、田辺市（旧本宮町）、東牟婁郡（那智勝浦町、太地町、北山村））

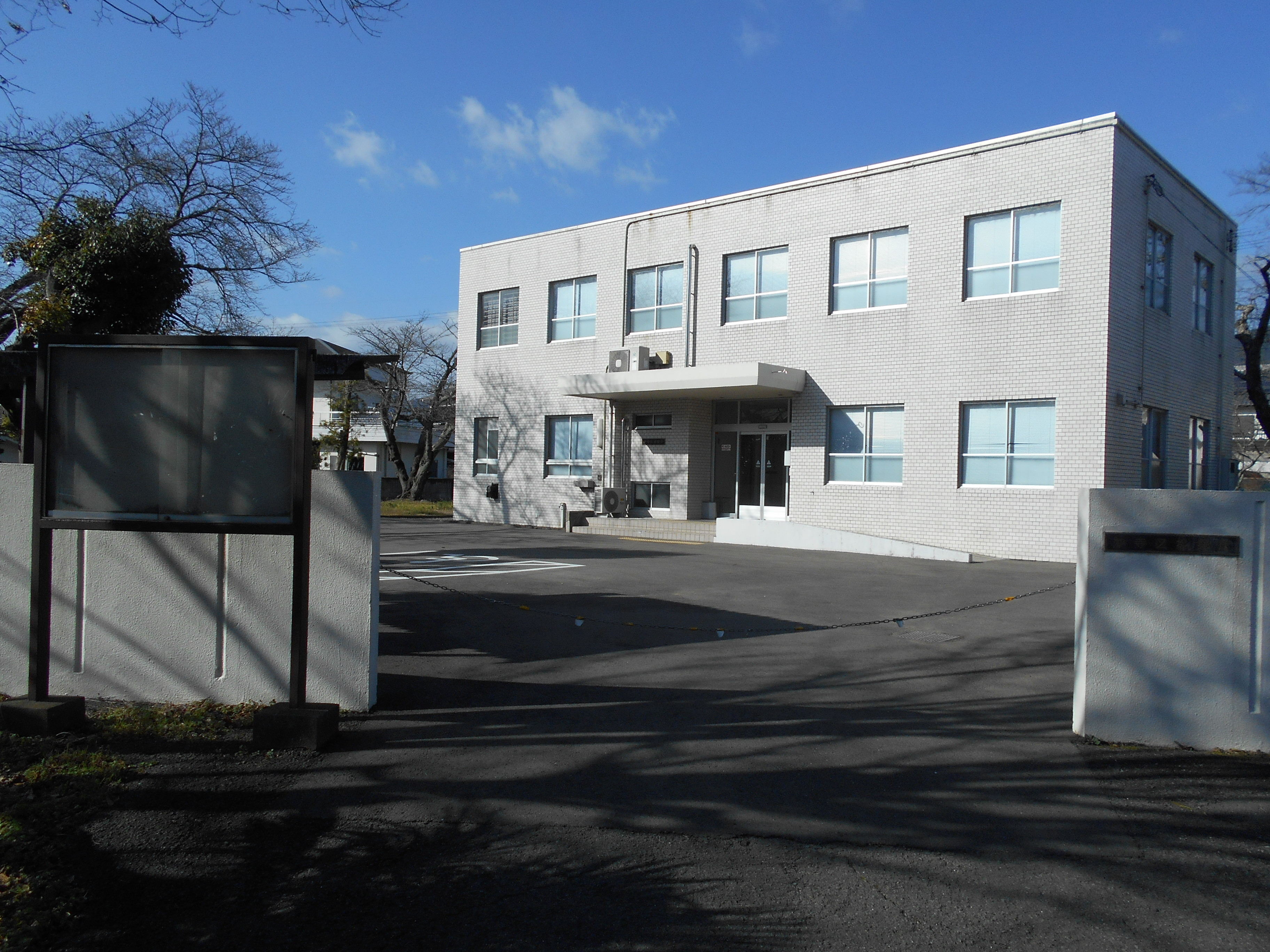
妙寺区検察庁
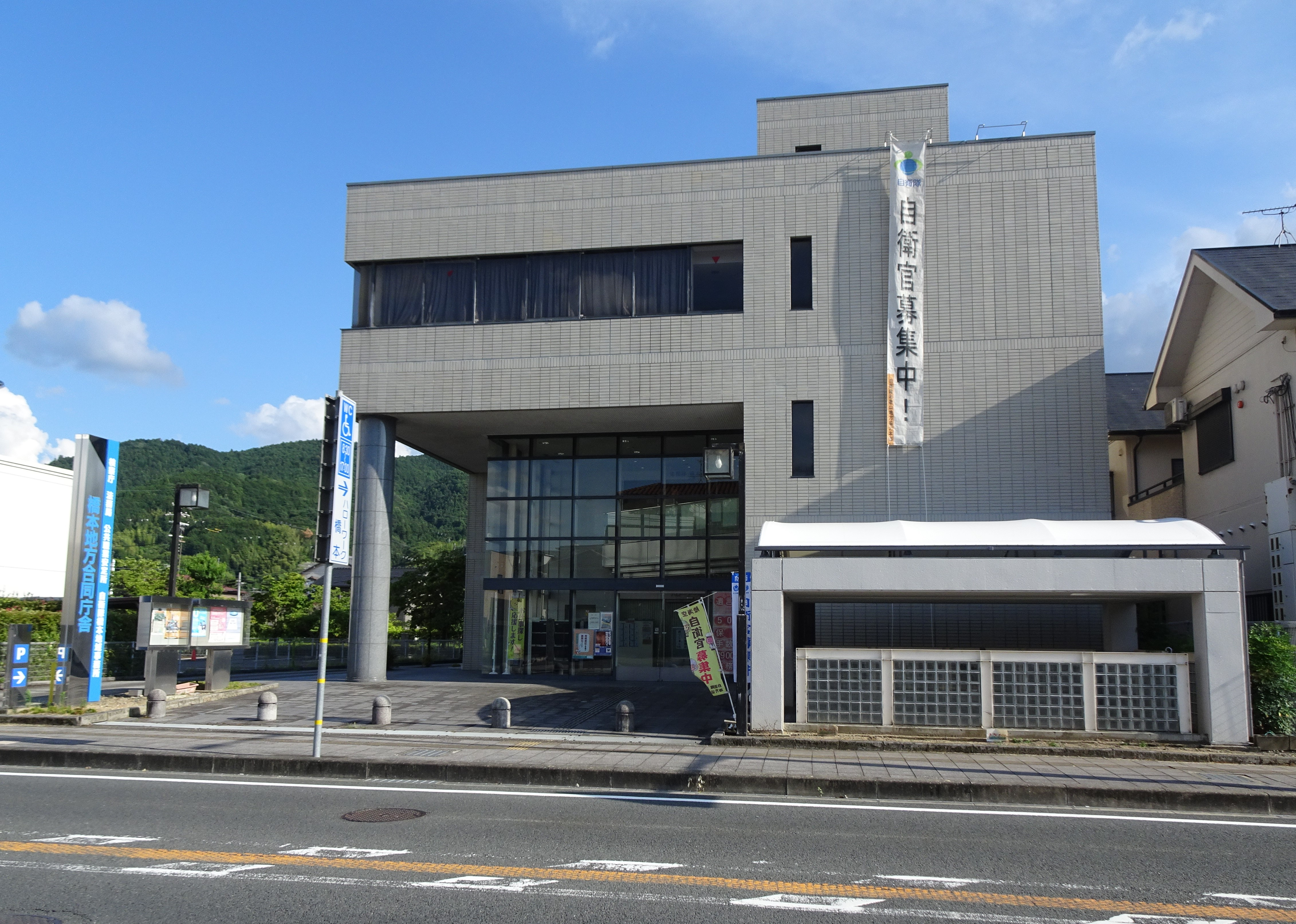
橋本区検察庁
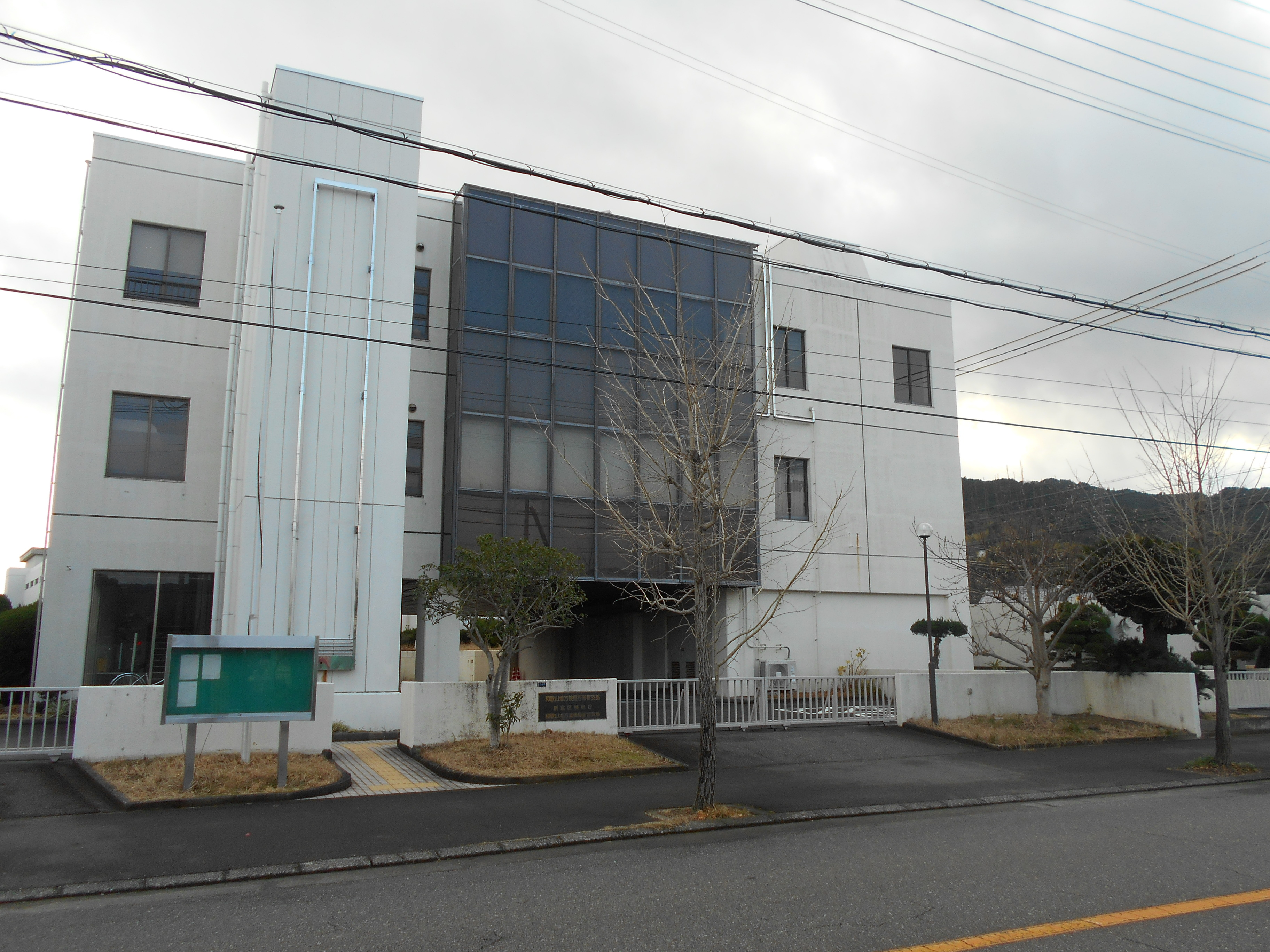
新宮区検察庁

## 事件
2010年9月2日午前11時55分ごろ、和歌山地方検察庁で、検察官が82歳の男に包丁で切りつけられ軽傷を負った。検察官は、男の次女が実刑判決を受けた放火事件の捜査と裁判を担当していた。男は、近くにいた司法修習生の男性にその場で取り押さえられ、警察官に傷害の疑いで逮捕された。男は娘に出された判決の「実刑に不満だった」と供述した。